# 科爾布紹瓦
科爾布紹瓦（波蘭語：Kolbuszowa，[kɔlbuˈʂɔva]）是波蘭的城鎮，位於該國東南部，由喀爾巴阡山省負責管轄，始建於1503年，面積7.94平方公里，每年平均降雨量650至700毫米，2007年人口9,510。

## 國際關係

### 友好城市— 姊妹城市
科爾布紹瓦與下列友好城市擁有締結關係：
- 法國 普洛埃梅勒
- 德國 阿彭森
- 爱尔兰 科克郡 科夫

50°15′N 21°46′E / 50.250°N 21.767°E